# Chromaspirina thieryi
Chromaspirina thieryi är en rundmaskart som beskrevs av De Coninck 1943. Chromaspirina thieryi ingår i släktet Chromaspirina och familjen Desmodoridae. Arten är reproducerande i Sverige. Inga underarter finns listade i Catalogue of Life.